# Hydraecia brunnea
Hydraecia brunnea là một loài bướm đêm trong họ Noctuidae.